# Bidon (Ardèche)
Pour les articles homonymes, voir Bidon.
Bidon est une commune française, située dans le département de l'Ardèche en région Auvergne-Rhône-Alpes.
La Grotte (classée) de Saint-Marcel est située sur son territoire et ses habitants sont les Bidonais et les Bidonaises ou les Bidoniers et les Bidonières.

## Géographie

### Situation et description
Bidon est un petit village à l'aspect essentiellement rural, situé à quinze kilomètres de Vallon-Pont-d'Arc et à dix kilomètres de Bourg-Saint-Andéol.

### Climat
Pour des articles plus généraux, voir Climat d'Auvergne-Rhône-Alpes et Climat de l'Ardèche.
En 2010, le climat de la commune est de type climat méditerranéen franc, selon une étude du CNRS s'appuyant sur une série de données couvrant la période 1971-2000. En 2020, Météo-France publie une typologie des climats de la France métropolitaine dans laquelle la commune est exposée à un climat méditerranéen et est dans la région climatique Provence, Languedoc-Roussillon, caractérisée par une pluviométrie faible en été, un très bon ensoleillement (2 600 h/an), un été chaud (21,5 °C), un air très sec en été, sec en toutes saisons, des vents forts (fréquence de 40 à 50 % de vents > 5 m/s) et peu de brouillards.
Pour la période 1971-2000, la température annuelle moyenne est de 12,7 °C, avec une amplitude thermique annuelle de 17,4 °C. Le cumul annuel moyen de précipitations est de 957 mm, avec 6,2 jours de précipitations en janvier et 3,9 jours en juillet. Pour la période 1991-2020, la température moyenne annuelle observée sur la station météorologique de Météo-France la plus proche, « Orgnac Aven », sur la commune d'Orgnac-l'Aven à 10 km à vol d'oiseau, est de 14,2 °C et le cumul annuel moyen de précipitations est de 971,1 mm,. Pour l'avenir, les paramètres climatiques de la commune estimés pour 2050 selon différents scénarios d'émission de gaz à effet de serre sont consultables sur un site dédié publié par Météo-France en novembre 2022.

### Hydrographie
La partie méridionale du territoire communal est bordé par l'Ardèche, un affluent du Rhône.

### Voies de communication
Le territoire communal est situé à l'écart des grands axes routiers.

## Urbanisme

### Typologie
Au 1er janvier 2024, Bidon est catégorisée commune rurale à habitat dispersé, selon la nouvelle grille communale de densité à 7 niveaux définie par l'Insee en 2022.
Elle est située hors unité urbaine et hors attraction des villes,.

### Occupation des sols
L'occupation des sols de la commune, telle qu'elle ressort de la base de données européenne d’occupation biophysique des sols Corine Land Cover (CLC), est marquée par l'importance des forêts et milieux semi-naturels (96,2 % en 2018), une proportion sensiblement équivalente à celle de 1990 (96,6 %). La répartition détaillée en 2018 est la suivante : milieux à végétation arbustive et/ou herbacée (51,7 %), forêts (44,5 %), zones agricoles hétérogènes (3,8 %).
L'évolution de l’occupation des sols de la commune et de ses infrastructures peut être observée sur les différentes représentations cartographiques du territoire : la carte de Cassini (XVIIIe siècle), la carte d'état-major (1820-1866) et les cartes ou photos aériennes de l'IGN pour la période actuelle (1950 à aujourd'hui).

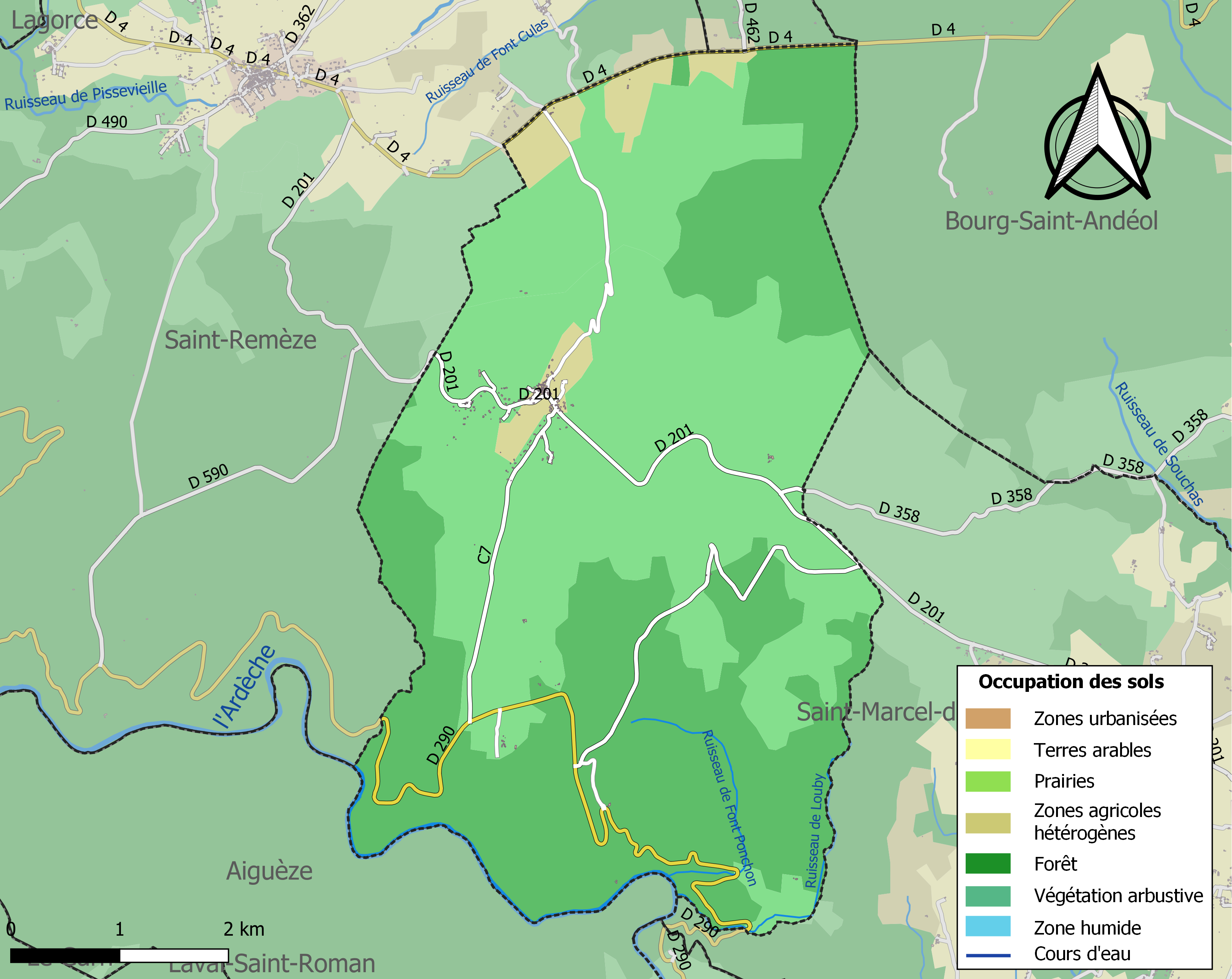
Carte des infrastructures et de l'occupation des sols de la commune en 2018 (CLC).

### Risques naturels

#### Risques sismiques
L'ensemble du territoire de la commune de Bidon est situé en zone de sismicité no 3 (sur une échelle de 1 à 5), comme la plupart des communes situées à proximité de la vallée du Rhône, mais non loin de la zone no 2 qui correspond au plateau ardéchois.
| Type de zone | Niveau            | Définitions (bâtiment à risque normal) |
| ------------ | ----------------- | -------------------------------------- |
| Zone 3       | Sismicité modérée | accélération = 1,1 m/s2                |

## Toponymie
Le nom de la localité est attesté sous les formes Bido en 1205, Bidonis en 1320.
Son nom provient du patois lou bidoun qui signifie le « réservoir » ou « endroit où il y a de l’eau » et le village est le seul endroit ou l’on trouve cette eau en permanence sur ce plateau calcaire, ou nom issu d'un nom de personne d'origine germanique, Beto.

## Politique et administration

### Liste des maires

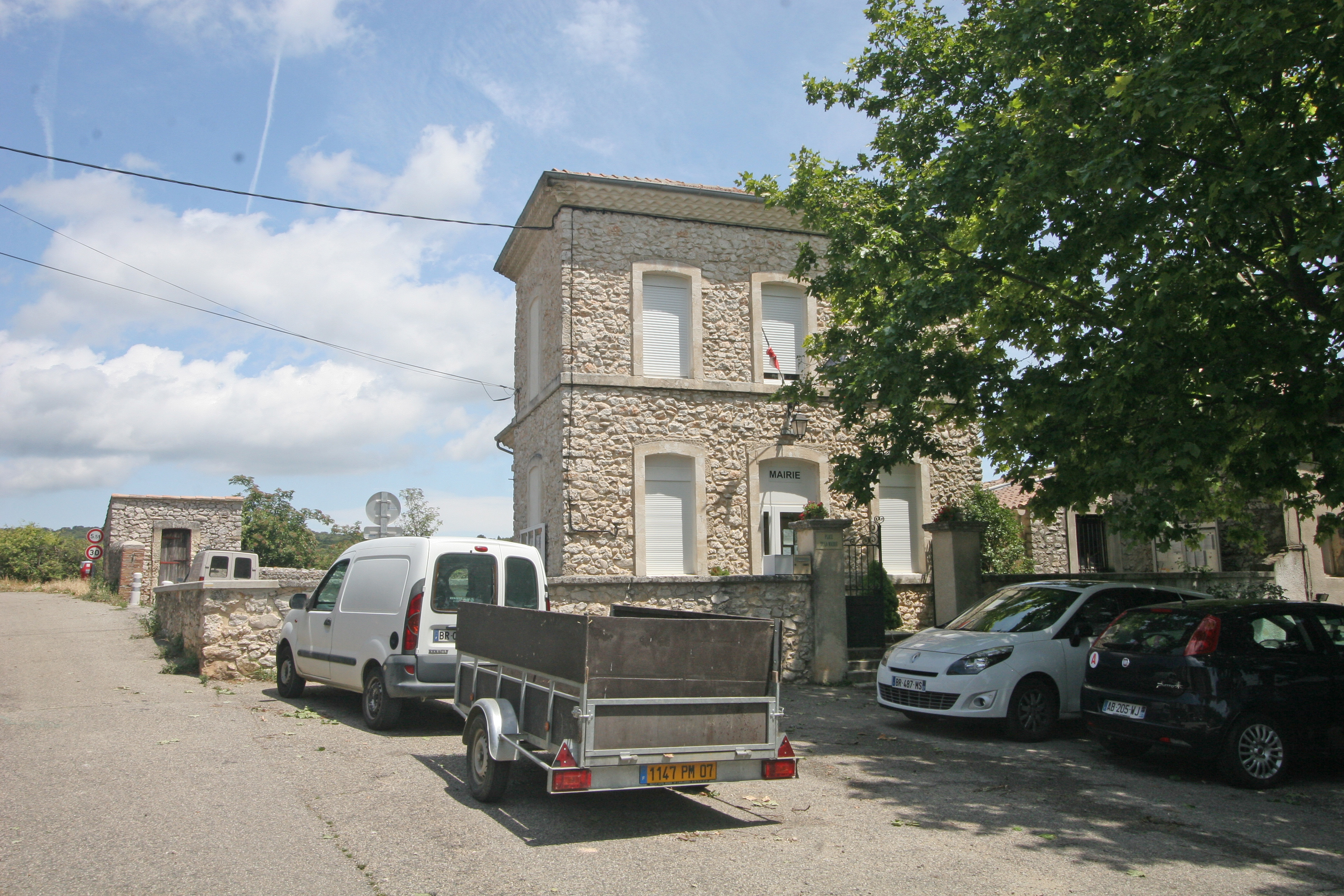
Mairie du village.

| Période                                  | Période                       | Identité           | Étiquette           | Qualité                     |
| ---------------------------------------- | ----------------------------- | ------------------ | ------------------- | --------------------------- |
| Les données manquantes sont à compléter. |                               |                    |                     |                             |
| mars 1977                                | juin 1995                     | André Vermorel     | Les Verts           | Apiculteur et paléontologue |
| juin 1995                                | mars 2001                     | Brigitte Dumarché  | DVG                 | Commerçante                 |
| mars 2001                                | mars 2014                     | André Vermorel     | Les Verts puis EÉLV | Apiculteur et paléontologue |
| mars 2014                                | octobre 2015                  | Jean-Louis Bredaut | SE                  | Retraité                    |
| novembre 2015                            | mai 2020                      | André Vermorel     | EÉLV                | Retraité                    |
| mai 2020                                 | En cours (au 15 octobre 2020) | Brigitte Dumarché  | DVG                 | Commerçante                 |

## Population et société

### Démographie
L'évolution du nombre d'habitants est connue à travers les recensements de la population effectués dans la commune depuis 1793. Pour les communes de moins de 10 000 habitants, une enquête de recensement portant sur toute la population est réalisée tous les cinq ans, les populations de référence des années intermédiaires étant quant à elles estimées par interpolation ou extrapolation. Pour la commune, le premier recensement exhaustif entrant dans le cadre du nouveau dispositif a été réalisé en 2005.

En 2022, la commune comptait 256 habitants, en évolution de +8,94 % par rapport à 2016 (Ardèche : +2,48 %, France hors Mayotte : +2,11 %).
| 1793 | 1800 | 1806 | 1821 | 1831 | 1836 | 1841 | 1846 | 1851 |
| ---- | ---- | ---- | ---- | ---- | ---- | ---- | ---- | ---- |
| 119  | 130  | 137  | 159  | 184  | 171  | 165  | 177  | 178  |

| 1856 | 1861 | 1866 | 1872 | 1876 | 1881 | 1886 | 1891 | 1896 |
| ---- | ---- | ---- | ---- | ---- | ---- | ---- | ---- | ---- |
| 198  | 200  | 187  | 187  | 184  | 180  | 184  | 189  | 167  |

| 1901 | 1906 | 1911 | 1921 | 1926 | 1931 | 1936 | 1946 | 1954 |
| ---- | ---- | ---- | ---- | ---- | ---- | ---- | ---- | ---- |
| 157  | 153  | 136  | 119  | 98   | 74   | 64   | 53   | 37   |

| 1962 | 1968 | 1975 | 1982 | 1990 | 1999 | 2005 | 2006 | 2010 |
| ---- | ---- | ---- | ---- | ---- | ---- | ---- | ---- | ---- |
| 25   | 29   | 32   | 59   | 69   | 112  | 145  | 144  | 192  |

| 2015 | 2020 | 2022 | - | - | - | - | - | - |
| ---- | ---- | ---- | - | - | - | - | - | - |
| 235  | 256  | 256  | - | - | - | - | - | - |

### Festivités et Événements
En 2007, a eu lieu le premier festival africain à Bidon sur le plateau de la plaine d’Aurèle, « Afrikabidon ». Grâce à celui-ci un petit village africain a été créé regroupant des cases de différentes régions d'Afrique.

### Enseignement
La commune est rattachée à l'académie de Grenoble.

### Médias
La commune est située dans la zone de distribution de deux organes de la presse écrite :
- L'Hebdo de l'Ardèche, journal hebdomadaire français basé à Valence et couvrant l'actualité de tout le département de l'Ardèche ;
- Le Dauphiné libéré, journal quotidien de la presse écrite française régionale distribué dans la plupart des départements de l'ancienne région Rhône-Alpes, notamment l'Ardèche.

## Économie
La commune est située dans la zone du vin AOC côtes-du-vivarais.

## Culture locale et patrimoine

### Patrimoine religieux
- Église de la Décollation-de-Saint-Jean-Baptiste de Bidon du XIXe siècle.

### Lieux et monuments
- Plusieurs dolmens dont le Dolmen de Champvermeil classé en 1910.
- Le Préhistorama créé en 1987 par Eirik Granqvist a déménagé en 1996 sur la commune de Rousson (Gard).
- Les gorges de l'Ardèche.
- La grotte de Saint-Marcel. Découverte en 1836, 57 kilomètres de galeries ont été explorées et répertoriées, et elle possède des salles immenses et la cascade des gours. Y ont été découverts des milliers d'objets lithiques datant du Moustériens[21].

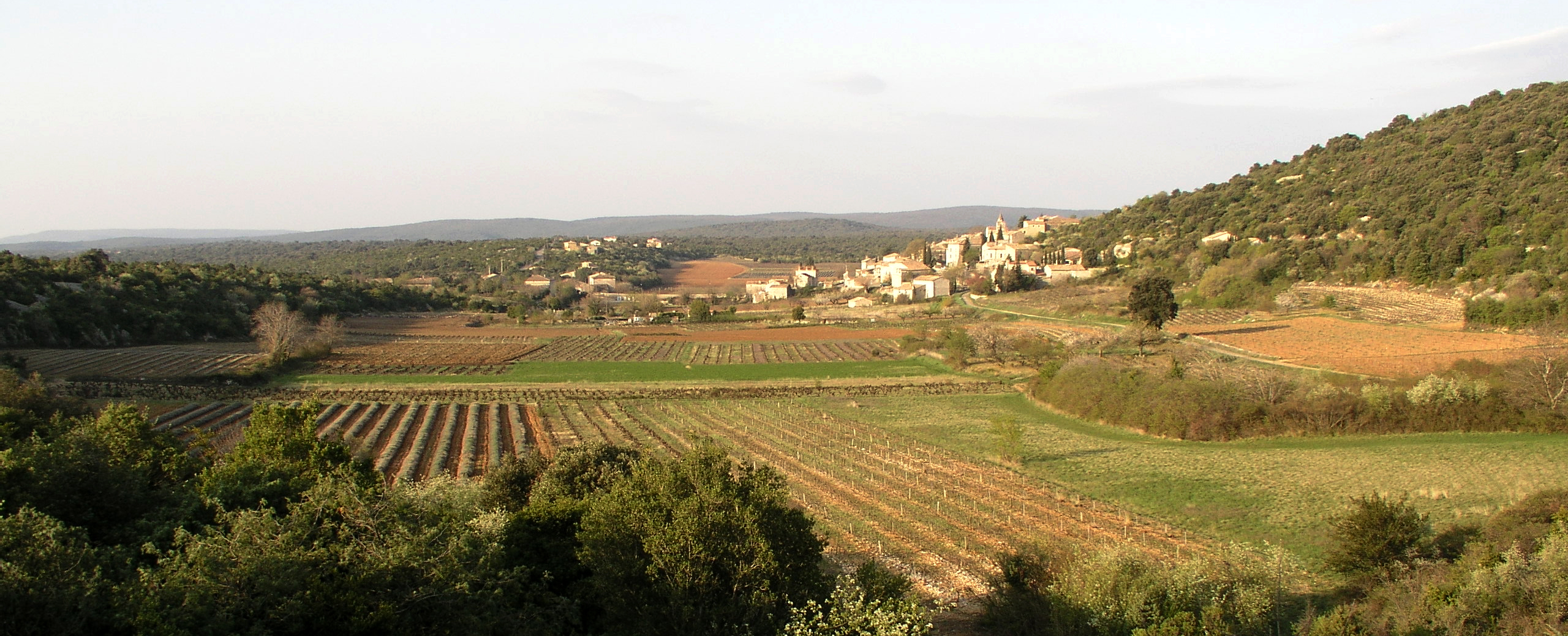
Le village de Bidon.
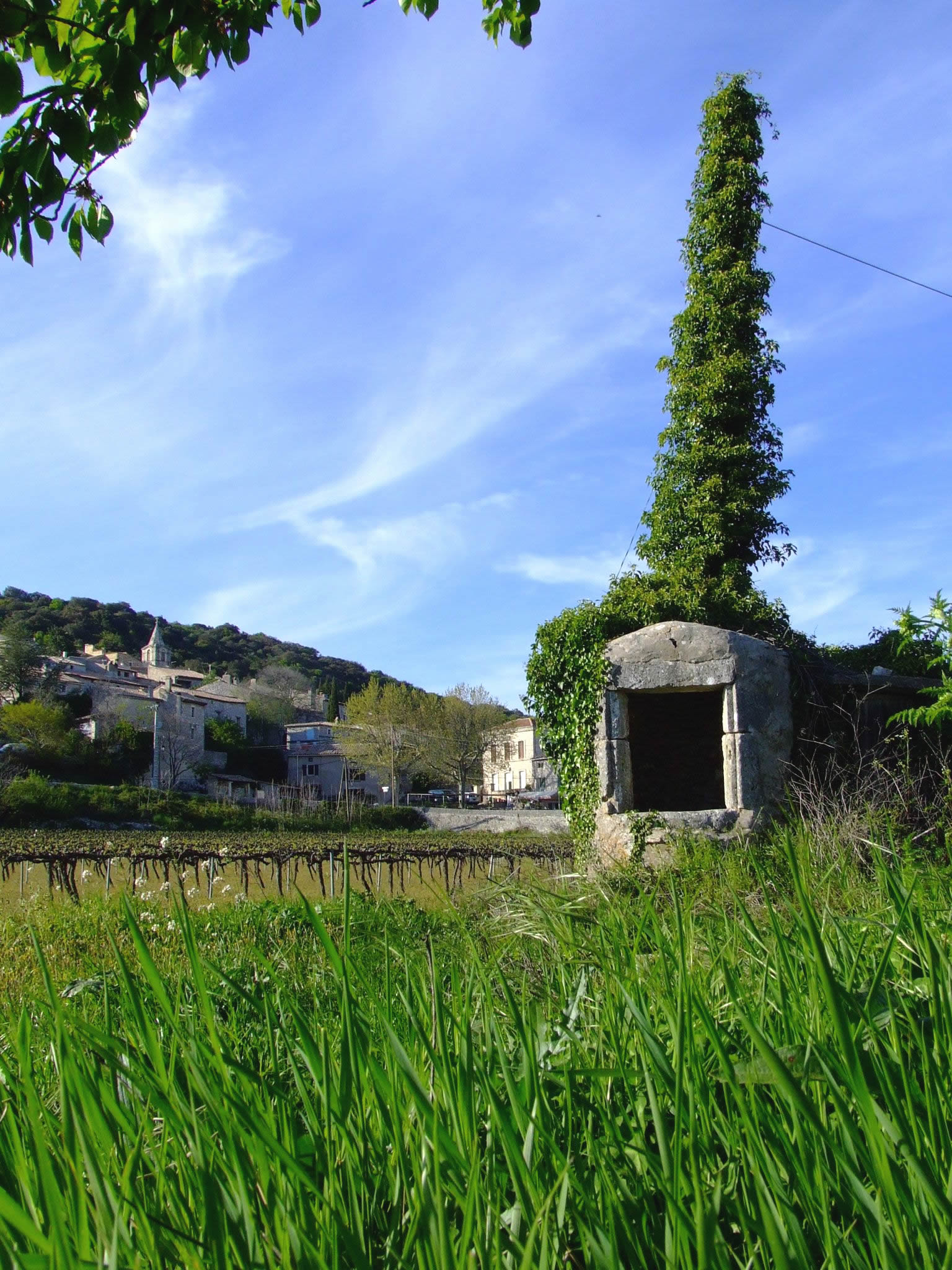
Ancien puits, en contrebas du village.
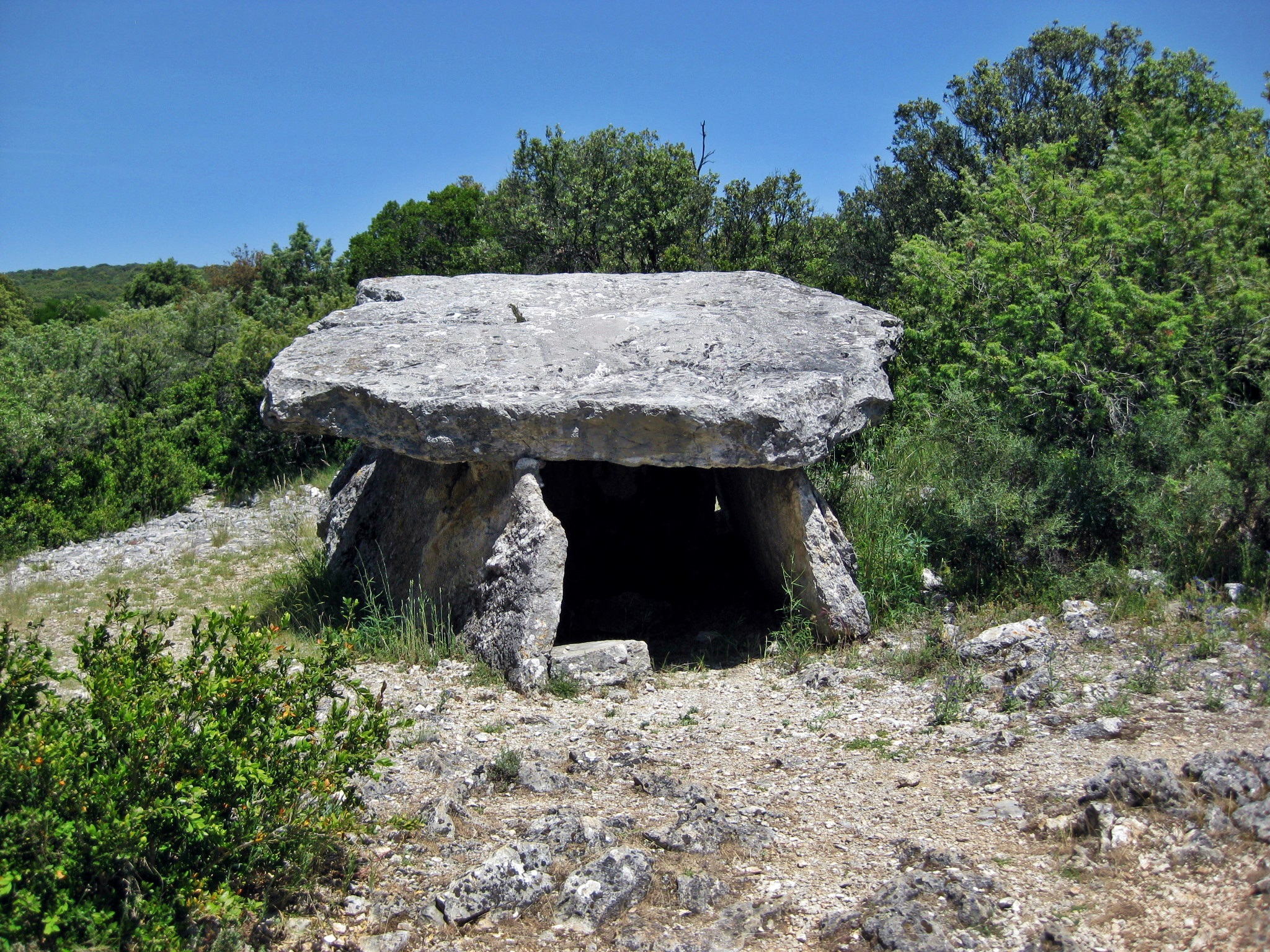
Dolmen de Champ-Vermeil.
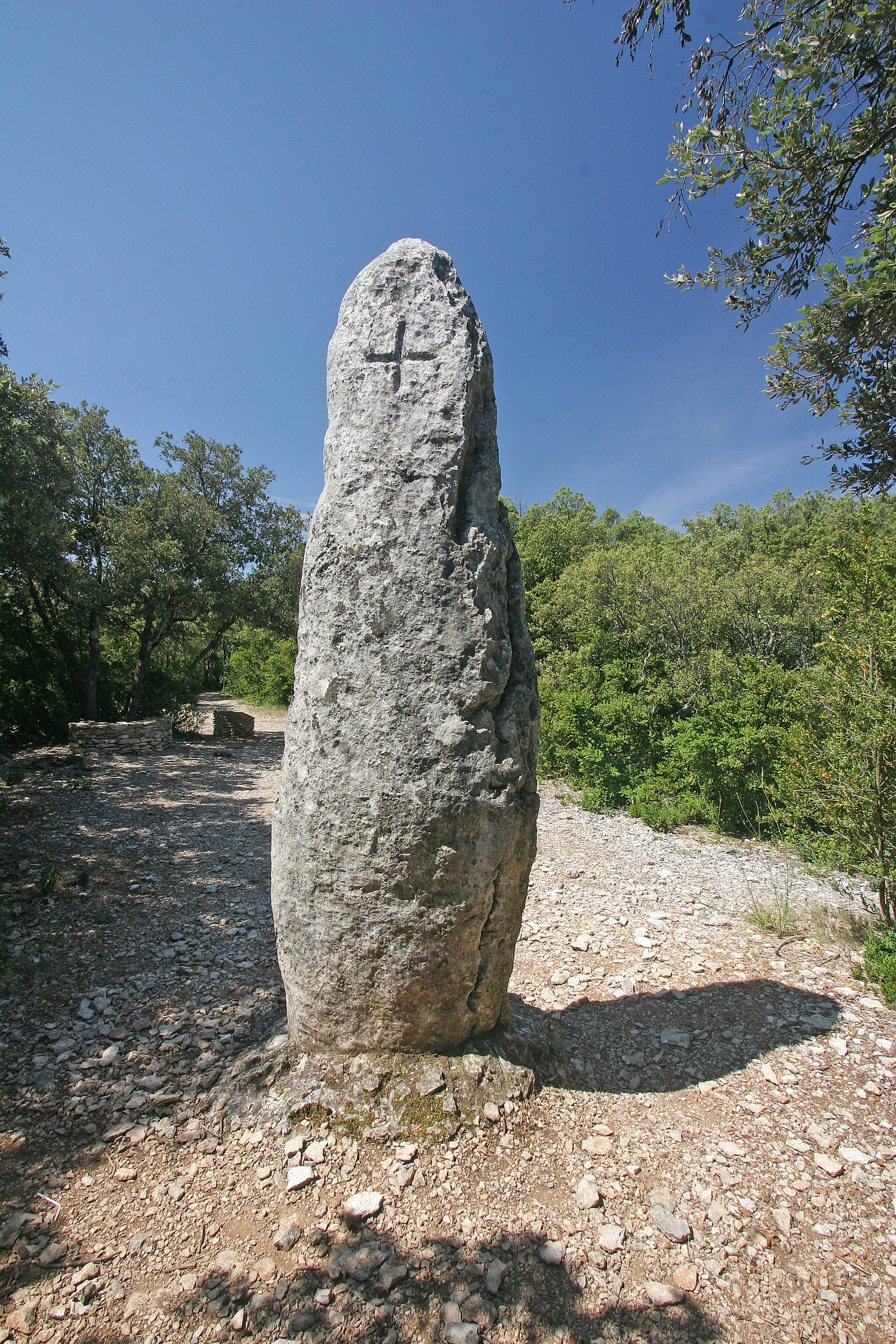
Menhir de Grosse Pierre.
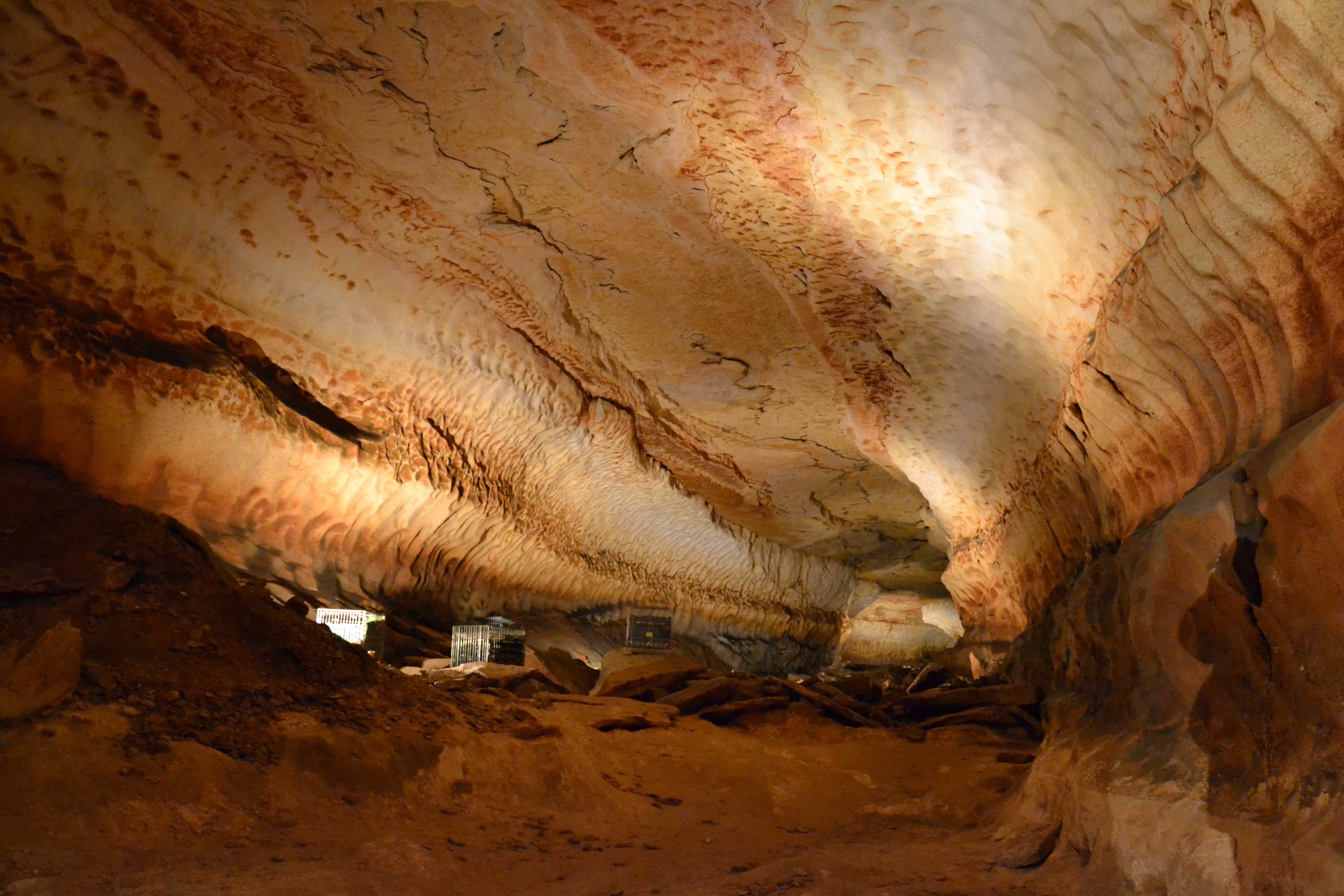
La grotte de Saint-Marcel.

### Personnalités liées à la commune
Augustin Pouzat (1690 – 1760) est un herboriste, macérateur et batelier originaire de Bidon, en Ardèche. Né lors d’une nuit de tempête, il grandit entre les plantes médicinales de sa mère et les troupeaux de son père berger. Installé dans une maison en pierre au cœur des bois, il mène une vie solitaire, passionné par la nature et les Gorges de l’Ardèche qu’il parcourt également comme batelier. Expert en macération, il passe des années à expérimenter des mélanges de plantes locales, ce qui le mène à créer une boisson anisée qui préfigure le pastis. Homme discret mais généreux, il meurt en 1760 à l’âge de 70 ans, laissant derrière lui une légende bien ancrée dans les récits locaux
[[Fichier:Augustin pouzat dessin de E.R.png|thumb|right|250px|Description de l’image]]

### Héraldique
|  | Bidon (Ardèche) possède des armoiries dont l'origine et le blasonnement exact ne sont pas disponibles. |